# Mitja Zatkovič
Mitja Zatkovič, slovenski nogometaš, * 7. junij 1983, Postojna.
Zatkovič je profesionalni nogometaš, ki igra na položaju napadalca. Od leta 2023 je član italijanskega kluba Torviscose. Prem tem je igral za slovenske klube Primorje, Domžale, Ilirsko Bistrico in Izolo, italijanska Belluno in Vesno ter avstrijske Lurnfeld, Steinfeld in Sachsenburg. Skupno je v prvi slovenski ligi odigral 271 tekem in dosegel 45 golov. Z Domžalami je leta 2011 osvojil slovenski pokal. Bil je tudi član slovenske reprezentance do 17, 20 in 21 let.